# Olav Sunde

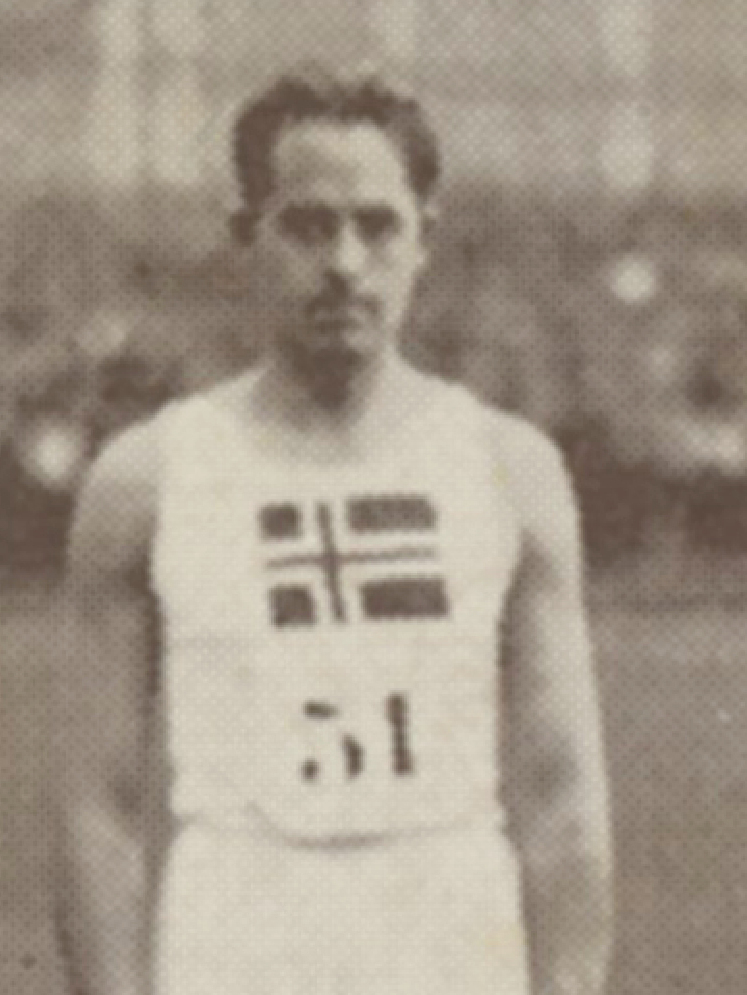
Olav Sunde

Olav Sunde (* 17. August 1903 in Oslo; † 10. November 1985 ebenda) war ein norwegischer Leichtathlet, der in den 1920er und 1930er Jahren im Speerwurf erfolgreich war. Er konnte sich zwischen 1924 und 1939 insgesamt 13 Mal bei den norwegischen Meisterschaften platzieren:
| Jahr      | 1924       | 1925        | 1926        | 1927       | 1928       | 1930       | 1931       | 1933       | 1934       | 1935       | 1936       | 1937       | 1939       |
| Weite (m) | 90,46 (2.) | 100,48 (2.) | 109,71 (2.) | 61,66 (1.) | 62,23 (1.) | 65,11 (1.) | 63,25 (1.) | 62,76 (1.) | 63,06 (1.) | 63,09 (1.) | 64,22 (1.) | 61,20 (1.) | 61,20 (2.) |

Seine einzige internationale Medaille gewann er bei den VIII. Olympischen Sommerspielen 1928 in Amsterdam, wo er mit 63,97 m auf Platz 3 kam (Siegesweite des Schweden Erik Lundqvist: 66,60 m). Obwohl er vier Jahre später mit 67,04 m seine persönliche Bestleistung erzielte, gelangen ihm bei den IX. Olympischen Sommerspielen 1932 in Los Angeles nur bescheidene 60,81 m, die Platz 9 bedeuteten (Siegesweite des Finnen Matti Järvinen: 72,71 m).